# Galaxias johnstoni
The Clarence galaxias (Galaxias johnstoni) là một loài cá thuộc họ Galaxiidae. Nó là loài đặc hữu của Úc.